# NEOGEO X
NEOGEO X（ネオ・ジオ エックス または ネオジオ エックス）は、2012年12月に発売された携帯型ゲーム機である。価格は199.99USドル（19,900円）。
SNKの公式ライセンスに基づいて開発されており、あらかじめSNKの歴代ソフトを内蔵している。

## 概要
SNK Playmore USAより公式ライセンスを得た北米のゲーム会社Tommo Inc.によって開発された。2012年3月に開発していることを正式発表。同年8月に詳細内容が発表された。
8月の詳細発表の時に商品構成（以下を参照）、商品価格が199.99ドル（発表時点のレートで15700円）、発売日が12月6日になることが明らかにされた が、発売日は海外で12月18日、日本で12月28日となった。北米ではTommo社、欧州ではBlaze社が配給を担当し、日本ではBIC company limitedが北米版に日本語版説明書をつけて輸入販売した。日本では1,000台限定で発売となった。
3.5インチの液晶を搭載している携帯ゲーム機『NEOGEO X』、充電機能やテレビへの出力機能を持ったステーション『NEOGEO X Station』、外付けコントローラー『NEOGEO X Joystick』で構成され、『NEOGEO X GOLD Entertainment System』を構成している。本体単体での販売（129.99ドル）も予定されており、また別売の『NEOGEO X Joystick』を追加購入することで対戦プレイも可能。
追加のソフトウェアはSDカードで供給される予定で、初回生産の限定版には特典として『NINJA MASTER'S』（ニンジャマスターズ〜覇王忍法帖〜）のゲームカードが同梱されている。
2013年8月から、初回生産分の本体とNEOGEO X Mega Pack: Volume I（追加ゲームカード）をセットにしたバンドルパックが、1万9,900円で日本の公式サイトなどで販売されている。

## 仕様
NEOGEO X本体である「NEOGEO X Handheld」自体は携帯型ゲーム機であるが、同梱するドッキングステーションとアーケードスティックを使用することにより、テレビ出力とスティック操作が可能となる家庭用据え置き型ゲーム機ともなる。スティックを2つ接続することで対戦・協力プレイが可能となる。
付属するUSB接続のアーケードスティックはPC/PS3で使用できることが確認されている。その他、一部の他機種アーケードスティックもNEOGEO Xにて使用することができるといった報告がされている。（NEOGEO X専用ではないが、既に発売中のPS3対応「NEOGEO STICK 2」によるコントローラー使用も可能である。）ドッキングステーションとアーケードスティックの家庭用ネオジオとしての見た目や操作性・質感の再現度は極めて高い。スティックの裏側には四隅に滑り止めのゴムが接着されており、スティックボールは固定されている。この為オリジナルのスティックでよく見られたヒビ割れの心配もなくなっている。
HDMI出力が可能であるが解像度などは元のネオジオと同一仕様であり画質がHD化などはされていない。NTSC/PALでの出力、画面比率を4:3/16:9から選択することが可能である。モニタ側への映像・音声出力はHDMI端子とRCA端子（コンポジット）がある。付属し使用するHDMIケーブルはモニタ側は通常のHDMIであるが、本体側はHDMI mini端子となっている。
動作
Linuxシステム上で動作しているエミュレータである為に起動時ロゴなどを含め忠実に動作が再現される。ゲームは家庭用ネオジオのROM版仕様そのままである。その為、同一ゲームでネオジオCDや他機種移植版に収録されていたアレンジBGMやオマケや追加要素などは収録されない。「ブレイジングスター」など一部のゲームではROM版同様にスタート＋セレクト同時押しでプレイ中ゲームをリセットすることが可能である。裏技や隠しコマンドなども家庭用ROM仕様そのままである。オリジナルのネオジオROMに一切手を加えず、そのままの形で完全移植で再現しているのは、DL販売ではWiiのバーチャルコンソールとPCのプロジェクトEGG、ゲーム機ではNEOGEO Xのみである。
ゲームバージョンの違い
ゲーム内容は基本的に全てが米国バージョンであり日本バージョンは収録されていない。ただし、一部のタイトルではオプション設定から日本語を選択することができるものもある。この場合はゲーム内言語は日本語となるが、日本バージョンになるのではないので下記に値する作品などは海外バージョン仕様のままである。また「月華の剣士」や「餓狼 MARK OF THE WOLVES」など各国バージョンの表現が共通のゲームであれば、言語を日本語とすることで日本版と全く同じ仕様にすることが可能となっている。
収録ゲームは全て海外仕様である為、日本仕様とは異なる点も存在する。以下に一例を挙げる。
- 「METAL SLUG」（メタルスラッグ）シリーズの血の色が白い。
- 「SAMURAI SHODOWN」（サムライスピリッツ）シリーズの血の色が白い、フィニッシュ時に体が切断されない。
- 「KOF'94」の出血表現がカット、舞の胸が揺れない。（裏技で再現可能。ランキング画面で1P側がA+Dボタン、2P側がB+Cボタンを押しながらスタートさせる）
- 「WORLD HEROES 2」（ワールドヒーローズ2）のドラゴンが中国出身から韓国出身になっている。
- 「KOF2002」のウイップの必殺技「デザートイーグル」が拳銃のグラフィックが消されており、火薬玉のようなものを地面に叩きつける。MAX2も変更。

## ソフトウェア
以下の20タイトルのプリインストールされている。
1. 3 Count Bout （ファイヤースープレックス）
2. Alpha Mission II （ASO II -LAST GUARDIAN-）
3. Art of Fighting （龍虎の拳）
4. Baseball Stars 2 （ベースボールスターズ2）
5. Cyber-Lip （サイバーリップ）
6. Fatal Fury: King of Fighters （餓狼伝説 〜宿命の闘い〜）
7. Fatal Fury Special （餓狼伝説SPECIAL）
8. King of the Monsters （キング・オブ・ザ・モンスターズ）
9. Last Resort （ラストリゾート）
10. League Bowling （リーグ・ボウリング）
11. Magician Lord （マジシャンロード）
12. Metal Slug （メタルスラッグ）
13. Mutation Nation （ミューテイション・ネイション）
14. NAM-1975
15. Puzzled （ジョイジョイキッド）
16. Real Bout Fatal Fury Special （リアルバウト餓狼伝説スペシャル）
17. Samurai Shodown II （真SAMURAI SPIRITS 覇王丸地獄変）
18. Super Sidekicks （得点王）
19. The King of Fighters '95 （ザ・キング・オブ・ファイターズ'95）
20. World Heroes Perfect （ワールドヒーローズ パーフェクト）

## その他

### 追加ゲームカード
海外では2013年6月25日に追加ゲームカードとなる NEOGEO X Classics Vol 1 - 5 までの全15作品が発売された。ひとつのカードごとに3タイトルが収録されており、価格はそれぞれ$24.99となっている。NEOGEO X Mega Pack: Volume I として1-5巻までの全15タイトルをまとめて収録したパッケージも$79.99で発売された。
これら付属品としてロケットケーブルがあり、ステーションを介さなくとも充電が可能となっている。（NEOGEO XのACアダプタをmicroUSBに変換し充電できる変換アダプタ）収納ケースは、NEOGEO Xも収納可能なNEOGEOカートリッジケースと同サイズである。
追加カードにはファームウェアアップデート（System Update 1.0 / v500a）が収録されており、これにより以下の機能が追加される。
- ゲームごとの設定とデータの保存（ニンジャマスターズのみ非対応）
- ゲーム選択メニューがワンクリック・ワンムーブで行えるインターフェースになる
- ロードバーはゲームカードの内部メモリから実際にロードされる正確な表示に改善
- L1/L2ボタンのアスペクト比率変更（16:9, 4:3）による設定の自動保存
- ビデオ出力シグナルを検知し使用しているモニタのスクリーンにアジャストするよう自動調整
- 全てのゲームの音質を改善（44.1kHz）
- アーケードスティックの応答性を改善
- R1/R2ボタンを押すことにより通常速度、1.3倍、1.5倍速にゲームスピードを変更することが可能

NEOGEO X Classics Vol 1
1. Metal Slug 2 （メタルスラッグ2）
2. Sengoku （戦国伝承）
3. Top Hunter （トップハンター）

NEOGEO X Classics Vol 2
1. Samurai Shodown 3 （サムライスピリッツ 斬紅郎無双剣）
2. Savage Reign （風雲黙示録）
3. Super Sidekicks 3 （得点王3）

NEOGEO X Classics Vol 3
1. The King of Fighters '96 （ザ・キング・オブ・ファイターズ'96）
2. Blazing Star （ブレイジングスター）
3. Kizuna Encounter （風雲スーパータッグバトル）

NEOGEO X Classics Vol 4
1. Garou: Mark of the Wolves （餓狼 MARK OF THE WOLVES）
2. Shock Troopers （ショックトルーパーズ）
3. World Heroes 2 Jet （ワールドヒーローズ2 JET）

NEOGEO X Classics Vol 5
1. The Last Blade （幕末浪漫 月華の剣士）
2. Art of Fighting 3 （ART OF FIGHTING 龍虎の拳 外伝）
3. Blue's Journey （ラギ）

### 不具合
追加ゲームカード「NEOGEO X Classics Vol 1 - 5」と「NEOGEO X Mega Pack: Volume I」の初期ロット生産分にて、アップデートが適用されない、失敗を繰り返す、HDMI接続時に音声が出力されなくなるといった初期不良の不具合が発売当初から国内外の購入者間で報告された。
Tommo社は公式サイト上でこれを認め、謝罪した後に購入者に対して返品・交換の対応を行った。日本国内でもこの不具合に対して販売店などは同じ対応を取ることとなった。現在販売されている物は不具合修正バージョンに差し替えられており、アップデート時において前述したような問題が発生することはなくなった。
全品チェックは全て手作業で行ったようで、パッケージを開封→チェック→パッケージに入れるという作業をひたすら繰り返したそうである。

### ライセンス契約の打ち切り問題
- 2013年10月3日 - SNKプレイモアが関連商品のTOMMOとのライセンス契約が終了したことを発表した。[7]
- 2013年10月8日 - この件に関してTommo側は、SNK PLAYMORE USAによるライセンス契約終了宣言は不当であり、今後もNEOGEO X本体やアーケードスティックなどの周辺機器、ゲームソフトの製造・販売は継続する、と同社のサイトで発表した。[8][9]　また同社は「NEOGEO Xの成功を受けて」2013年のはじめにライセンス契約を2016年まで延長しており、今回のSNKによる突然で不当な契約終了宣言に失望しているとも述べている。
- 2013年12月2日 - SNKプレイモア側は再度2013年10月3日付でTommo社との契約を解除したこと、SNK PLAYMORE USAが許諾していない製品をTommo社が販売していることをサイトに掲載した。[10]　合わせてSNKプレイモア側は、Tommo社製品を取り扱う主要な小売店に対し解除した旨と以降の商品を卸すことが無いよう通知している。
- 2014年1月10日 - Tommoは公式サイト上で契約の違反はSNKプレイモアUSA社との契約に存在し、日本本社のSNKプレイモア側とはないことを主張した。ライセンスを公式に維持する為に法的な解決と和解を求めたが拒否され続けているとしている。Tommo側はライセンス契約に基づく義務の全てを実施しているので、まだ契約の対象製品を販売することは可能であるという立場を維持している。[11]
- 2014年2月28日 - SNKプレイモア側は再度Tommo社との契約が解除されている旨をサイトに掲載した。[12]

Tommo社はATARI社に同社のAtari 2600を再販したFlashback2の模造品を故意に無断で販売し、損害を受けたとして2011年に訴えられている。